# Nasser bin Ahmed Al-Bireik
Nasser bin Ahmed Al-Bireik (* 1955 in Dschidda) ist ein saudi-arabischer Diplomat.

## Leben
Nasser bin Ahmed Al-Bireik war von 1999 bis 24. Oktober 2005 Botschafter in Teheran, der Hauptstadt Irans. In dieser Zeit fand der Irakkrieg statt, zu dessen Folgen auch das Ende der Unterdrückung der Schiiten im Irak durch das Regime von Saddam Hussein gehört. Die internationale Islamische Organisation für Bildung, Wissenschaft und Kultur (ISESCO) wurde in der Folge im Irak tätig. Nassir bin Ahmed Al Braik stellte in diesem Zusammenhang fest, dass der Beitrag des wahhabitischen Königshauses zur ISESCO zur lebenswichtigen Rolle gehöre, die das saudische Königshaus weltweit bei der Unterstützung des Islams und der Muslime spiele.

## Veröffentlichungen
- Nasser Al-Braik, „Al-Ibadhiyyah in the Islamic Political Thought and its Role in State Building,“ Al-Ijtihad (Beirut, fall 1991), p. 129 (in Arabic).
- AL-BRAIK, NASSER AHMED M. „Islam and World Order: Foundations and Values.“ Ph.D. diss., American University, 1986, 302 p. 0027
- Nasser Ahmad M. Al-Braik Islam and World Order: Foundations and Values, (A PhD Thesis) The American University, 1986, Abstract.